# Tanguy (novela)
Tanguy es la primera novela del escritor hispano-francés Michel del Castillo. Publicada en 1957, dos años después fue editada en español.

## Argumento
De contenido autobiográfico, narra la odisea de un niño a través de la Europa azotada por la guerra, primero en su país, España, en conflicto civil y donde es separado de sus padres, y luego en el continente arrasado por la II Guerra Mundial. Internado en campos de refugiados en Francia y de concentración en la Alemania nazi, será internado al finalizar el conflicto en reformatorios en España para ser reeducado.